# Chushi Gangdruk
Chushi Gangdruk' (em tibetano: ཆུ་བཞི་སྒང་དྲུག་; Wylie: Chu bzhi sgang drug) é um grupo de guerrilha tibetano dos Kham, cujo nome se traduz como Quatro Rios, Seis Guerreiros, ou (nome completo: em tibetano: མདོ་སྟོད་ཆུ་བཞི་སྒང་དྲུག་བོད་ཀྱི་བསྟན་སྲུང་དང་བླངས་དམག་; Wylie: mdo stod chu bzhi sgang drug bod kyi bstan srung dang blangs dmag) os Quatro Rios Kham, Exército Voluntário dos Defensores da Fé Tibetana de Seis Guerreiros.)
Ativos desde 1956, os guerrilheiros Chushi Gangdruk foram formalmente organizados em 16 de junho de 1958 e lutam contra as forças da República Popular da China (RPC) no Tibete desde o seu início.

## Nome
Chushi Gangdruk "Quatro Rios, Seis Guerreiros" é o nome tradicionalmente dado à região tibetana oriental de Kham, onde os desfiladeiros dos rios Gyalmo Nyulchu (Salween), Dzachu (Mekong), Drichu (Yangtse) e Machu (Huang Ho), todos surgindo no planalto tibetano, passam entre seis cadeias de montanhas paralelas (Duldza Zalmogang, Tshawagang, Markhamgang, Pobargang, Mardzagang e Minyagang) que formam as bacias hidrográficas desses rios. "Chu" (choo) é a palavra tibetana para "água" e "shi" (ela) é a palavra tibetana para 4. "Gang" é alcance e "druk" (drewk) significa 6.

## Veja também

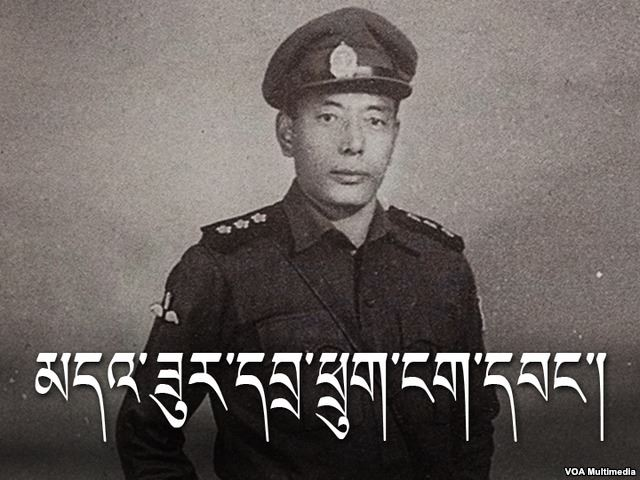
Ratuk Ngawang foi um dos ‘Quatro Rios, Seis Guerreiros’, a força de resistência tibetana contra os chineses comunistas